# Věda ve středověkém islámském světě

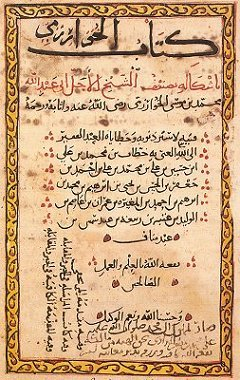
Stránka ze spisu Al-Kitab al-mukhtasar fi hisab al-jabr wa-l-muqabala od Al-Chorezmího v němž je poprvé zmíněn název algebra (al-džabr).

Tabula Rogeriana, neboli kniha Rogerova od Al-Idrísího byla vytvořena pro sicilského krále Rogera II. Patří mezi nejvyspělejší starověké mapy světa, je tvořena 70 mapovými listy a má jihoseverní směr (tzn. jih je nahoře, sever dole)

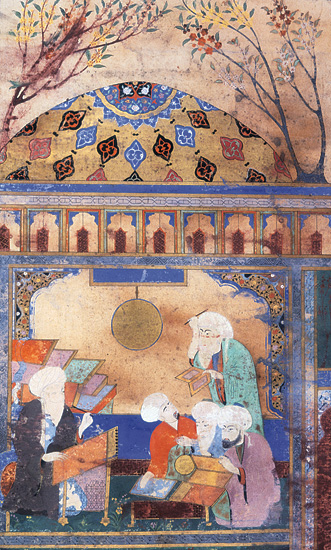
Astronomická observatoř Násira al-Tusího, okolo roku 1250.

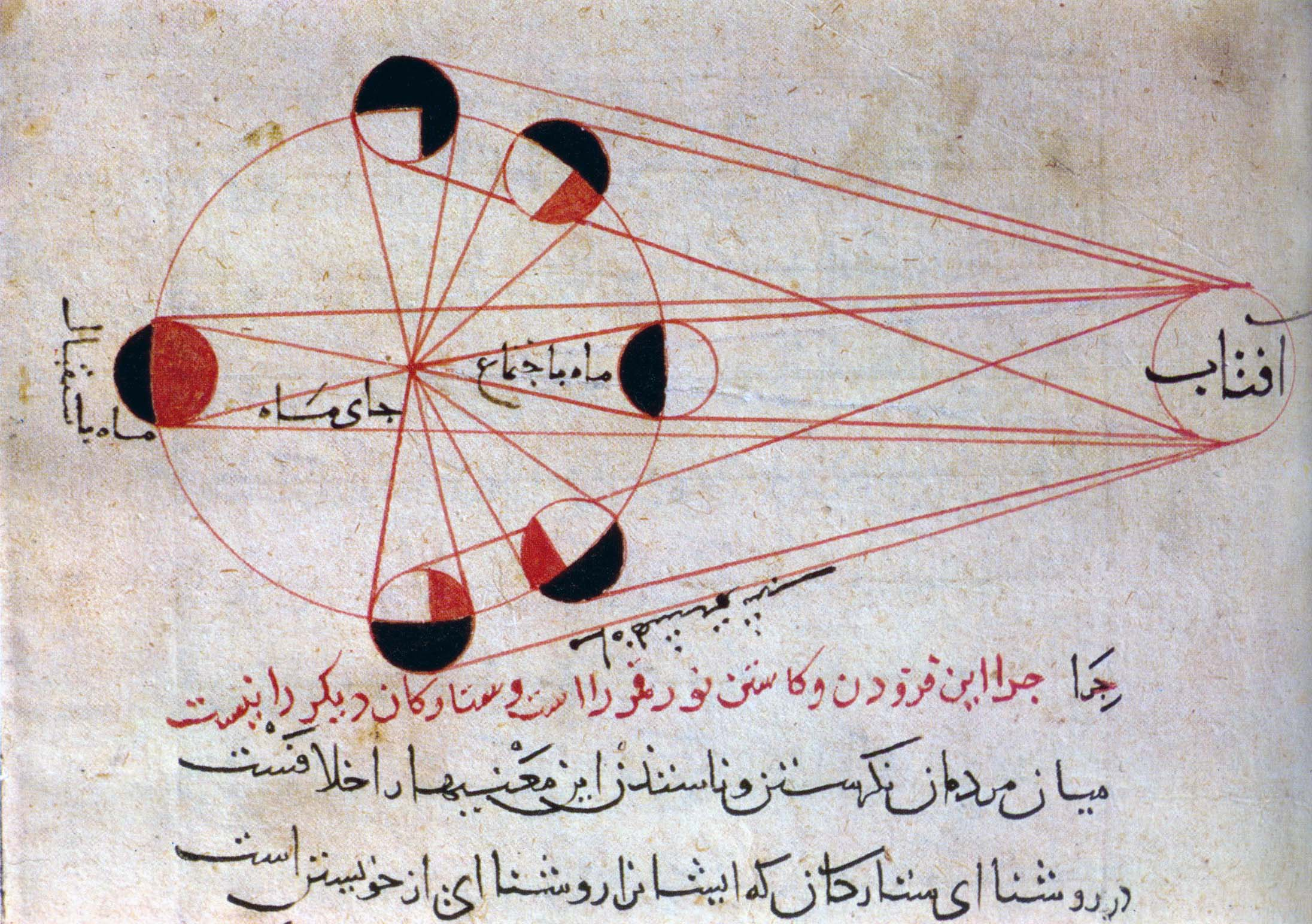
Ilustrace zatmění Měsíce ze středověkého rukopisu al-Birúního (Aliborona).

Věda ve středověkém islámském světě (méně přesně také islámská věda nebo arabská věda) se v muslimském světě vyvinula a praktikovala během islámského zlatého věku (cca mezi lety 750 a 1258) v oblasti Blízkého východu, severní Afriky a Cordóbského emirátu na Pyrenejském poloostrově. Během této doby byly do arabštiny přeloženy indické, asyrské, íránské a řecké znalosti. Tyto překlady se staly prameny pro vědecký pokrok mezi vědci z oblastí, kde v průběhu středověku vládli muslimové.

## Historie a oblasti zájmu
Počátek tohoto zlatého věku spadá do období panování abbásovského chalífy Hárúna ar-Rašída (786–809), které se vyznačovalo vědeckou, náboženskou a kulturní prosperitou. Do období jeho vlády pravděpodobně spadá i otevření otevření Domu moudrosti v Bagdádu, v němž sídlili učenci z různých částí tehdejšího světa. Výsledky jejich bádání i práce dalších středověkých učenců islámského světa jsou zřetelné zejména v:
- matematice
- astronomii
- medicíně

Mezi další oblasti zájmu patřily také:
- fyzika
- chemie a alchymie
- kosmologie
- oftalmologie
- geografie a kartografie
- sociologie
- psychologie

## Významní vědci
Vědci v rámci těchto oblastí byli různého původu. Většina z nich byli Peršané, ostatní Arabové, Asyřané, Kurdové a Egypťané. Také zde působili vědci rozmanitého náboženského původu. Vedle muslimů, zde působili i křesťané, Židé a nevěřící.

### Arabové
- Al-Battání (850–922 n. l.)
- Alkindus – Abú Jusúf Jakúb ibn Isák al-Kindí (801–873 n. l.)
- Alhazen – Muhammad ibn al-Hasan ibn al-Hajtham (965–1040 n. l.)
- Íbn Al-Náfis (1213–1288 n. l.)

### Maurové
- Al-Zarkálí – (1029–1087 n. l.)
- Abbás ibn Firnás – (810–887 n. l.)
- Al-Zahráví – (936–1013 n. l.)
- Al-Idrísí – (1100–1166 n. l.)

### Berbeři
- Abú Abdallah ibn Battúta – (1304–1369 n. l.)

### Peršané
- Al-Chorezmí – (780–850 n. l.)
- Ar-Rází – Abú Bakr Mohammed ibn Zakaríja ar-Rází (865–925 n. l.)
- Al-Fárábí – Abú Nasr Muhammad ibn al-Farach al-Fárábí (870–950 n. l.)
- Aliboron – (973–1048 n. l.)
- Abu'l-Wafa – (940–998 n. l.) – matematik, astronom
- Avicenna – (980–1037 n. l.)
- Omar Chajjám – (1048–1131 n. l.)
- Al-Túsí – (1201–1274 n. l.)
- Banú Músá – bratři Muhammad, Kásim a Hasan (9. století)
- Abú Músa Džábir ibn Hajján – (721–815 n. l.)
- Džamšíd Al-Káší – (1380–1429 n. l.)
- Íbn Sál – Abú Sád al-Ala íbn Sál (940–1000 n. l.)